# Route 19 (Uruguay)
Pour les articles homonymes, voir Route 19.
La route 19 (espagnol : ruta 19) est l'une des routes nationales de l'Uruguay. Elle traverse le pays dans une direction ouest-est en passant par les départements de Durazno, Treinta y Tres et Rocha.

## Désignation
Par la loi 15497 du 9 décembre 1983, cette route a été désignée d'après le colonel Lorenzo Latorre. Par la suite, deux tronçons ont été renommés ; le premier était le tronçon entre les routes 6 et 7, avec le nom du général Basilio Muñoz, par la loi 16365 du 13 mai 1993 ; le second tronçon entre la route 15 et la ville de Chuy, a été renommé par la loi 17814 du 6 septembre 2004 avec le nom de Horacio Arredondo,,.

## Parcours
Il s'agit d'une route discontinue. L'extrémité la plus occidentale de la route est située à sa jonction avec la route 14, à 5 km à l'est de la ville de Villa del Carmen, dans le département de Durazno, tandis que son extrémité la plus orientale est située à sa jonction avec la route 9 dans la ville de Chuy, dans le département de Rocha.

### Localités traversées
- Durazno : Villa del Carmen, Cerro Chato
- Treinta y Tres : Valentines, Villa Sara, Villa Passano
- Rocha : San Luis al Medio, 18 de Julio, Chuy

## Caractéristiques
État et type de construction de la route selon la section :
| Section                    | Type de réseau             | Type de construction  | Statut                                           |
| -------------------------- | -------------------------- | --------------------- | ------------------------------------------------ |
| Route 14-Cerro Chato       | Réseau national secondaire | Tosca                 | Bon                                              |
| Valentines-Route 8         | Réseau départemental       | Aucune donnée         | Aucune donnée                                    |
| Route 8-Río Cebollatí      | Route départementale       | Aucune donnée         | Aucune donnée                                    |
| Route 15-San Luis al Medio | Réseau national secondaire | Traitement bitumineux | Régulier, déformation aux extrémités de la route |
| San Luis al Medio-Chuy-    | Réseau national secondaire | Chaussée asphaltée    | Bon (des fissures sont visibles par endroit)     |